# 279035 Mara
279035 Mara è un asteroide della fascia principale. Scoperto nel 2008, presenta un'orbita caratterizzata da un semiasse maggiore pari a 2,8086194 au e da un'eccentricità di 0,0823738, inclinata di 6,13907° rispetto all'eclittica.
L'asteroide è dedicato a Mara Ruiz, figlia di uno dei due scopritori.